# Presidential Award for Excellence in Science, Mathematics, and Engineering Mentoring
O Prêmio Presidencial de Excelência em Mentoria de Ciência, Matemática e Engenharia (Presidential Award for Excellence in Science, Mathematics and Engineering Mentoring - PAESMEM) é um prêmio presidencial estabelecido pela Casa Branca dos Estados Unidos em 1995. O programa é administrado pela Fundação Nacional da Ciência em nome do Office of Science and Technology Policy (OSTP) da Casa Branca para recompensar mentoria excepcional por indivíduos e organizações. PAESMEM é o maior prêmio nacional de mentoria concedido pela Casa Branca.

## Recipientes
- 1996 – Richard Alfred Tapia
- 1997 – Geraldine Richmond
- 1998 – Nina Roscher[3]
- 2000 – Maria Elena Zavala[4]
- 2003 – Linda Hayden,[5] Margaret Werner-Washburne[6]
- 2004 – Betsy Yanik[7]
- 2005 – Lenore Blum, Rosemary Gillespie,[8] Cheryl B. Schrader[9]
- 2007 – Jerzy Leszczynski, Kennedy Reed, Kenneth Sajwan, Laura Bottomley, Lesia Crumpton-Young, Mary Anne Nelson, Patricia DeLeon, Steven Oppenheimer, The Leadership Alliance & The Partnership for Minority Science Education[10]
- 2008 – Richard Zare,[8] Susan Kauzlarich[11]
- 2009 – Maja Matarić[8]
- 2011 – Juan E. Gilbert, Jo Handelsman, Mary Lou Soffa[8]
- 2015 – EDGE Foundation[12]
- 2018 – Ulrica Wilson[13]
- 2020 - Overtoun Jenda[14]